# Labé (prefektur)
Labe Prefecture är en prefektur i Guinea.   Den ligger i regionen Labé Region, i den västra delen av landet, 250 km nordost om huvudstaden Conakry. Antalet invånare är 204 193. Arean är 3 014 kvadratkilometer. Labe Prefecture gränsar till Mali Prefecture, Koubia, Dalaba, Pita och Lelouma Prefecture. 
Terrängen i Labe Prefecture är huvudsakligen kuperad, men åt nordväst är den bergig.
Följande samhällen finns i Labe Prefecture:
- Labé